# Juan Serrano
Juan Serrano (anomenat Joao Serrão) (Portugal - illa de Cebú, 1521) va ser un navegant portuguès del segle XVI que, al servei de Carles I d'Espanya, va formar part de la primera circumnavegació del món per Fernando de Magallanes (1517-1519).

## Biografia
D'origen portuguès, Serrano era germà o cosí de Francisco Serrão (i possiblement cosí de Magallanes), descobridor i resident de les illes de les Espècies en començar el viatge, i a qui Serrano i Magallanes esperaven trobar al retorn (tots dos van morir abans de finalitzar el viatge).
Capità de la nau Santiago, Serrano va estar implicat en els esdeveniments que van conduir a la massacre de l'illa de Cebú, probablement instigada per Enrique de Malacca, encara que no es pot deduir del relat de Pigafetta.